# Велькович, Станимир
Станимир «Зеле» Велькович (серб. Станимир "Зеле" Вељковић; 28 июня 1919, Лесковац — 13 апреля 1942, Юговац) — югославский сербский студент, партизан времён Народно-освободительной войны Югославии, Народный герой Югославии.

## Биография
Родился 28 июня 1919 в Лесковаце. До войны учился в университете на факультете права. Член КПЮ с 1939 года.
На фронте Народно-освободительной войны с 1941 года. Состоял в Лесковацком окружном комитете КПЮ, был секретарём Лесковацкого окружного комитета СКМЮ. С конца 1941 года член Сербского покраинского комитета СКМЮ.
13 апреля 1942 в деревне Юговац вместе с Милошем Мамичем Велькович, возвращаясь со встречи руководителей партизанского движения Топлицы, попал в болгарское окружение. После продолжительного боя подорвал себя гранатой с Мамичем.
14 декабря 1949 посмертно указом Президиума Народной Скупщины ФНРЮ Станимиру Вельковичу присвоено звание Народного героя Югославии.
Ныне его имя носит гимназия в Лесковаце. Также с 1972 года в честь его прозвища в общине Бойник есть село Зелетово (ранее Суво-Поле).